# Cădelniță

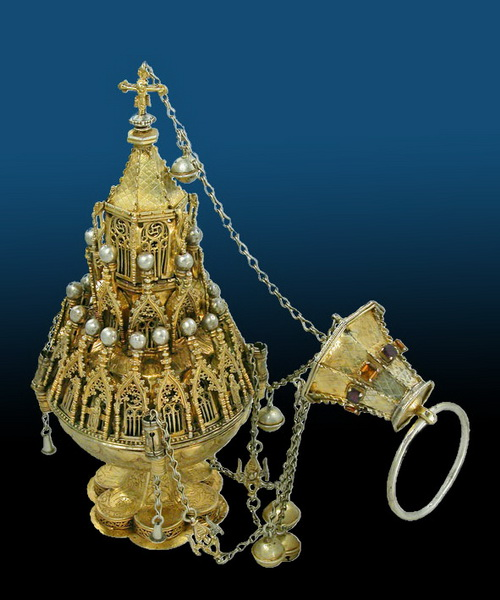
Cădelniță aurită de la Mănăstirea Putna, 1470

Cădelnița este un vas făcut din metal sau din porțelan, în care se arde tămâie. În slujbele religioase creștine ortodoxe, romano-catolice și catolice de rit oriental, cădelnița este prevăzută, în general, pentru un uz mobil, cu trei  lănțișoare (cu clopoței), pentru a fi suspendată sau balansată.

## Etimologie
Cuvântul românesc cădelniță este un împrumut din limba slavonă: kadĩlĩnica